# Kołodzież
Kołodzież [kɔˈwɔd͡ʑeʂ] est un village polonais de la gmina de Mońki dans le powiat de Mońki et dans la voïvodie de Podlachie. Il se situe à environ 5 kilomètres au sud-ouest de Mońki et à 39 kilomètres au nord-ouest de Białystok. 